# آرل
آرل (به فرانسوی: Arles) شهری است با جمعیت ۵۱٬۹۷۰ نفر که در شهرستان بوش دو رون در ناحیه پروانس آلپ-کوت دازور در کشور فرانسه واقع شده‌است.
در سال ۳۱۴ کنستانتین امپراتور روم اولین جلسه ی نمایندگان مسیحی برای رسیدگی به موضوع دوناتیست ها را در این شهر برگزار کرد که به شورای آرل مشهور است. 